# Krašnji Vrh
Krašnji Vrh je naselje v Občini Metlika.